# Ингем (город)
Ингем (англ.  Ingham ) — город в Грейт Гринуэй на севере Квинсленда, Австралия. Ингем — административный центр графства Хинкибрук.
Город также известен как Маленькая Италия. Ингем расположен примерно в 110 км к северу от Таунсвилля и за 1437 км к северу от столицы штата Брисбен.

## Промышленность
Ингем, главным образом, известен благодаря сахарному производству. Значительное количество местного сахарного тростника экспортируется по всему миру.
Основные источники дохода города:
- Сахарный тростник
- Рогатый скот
- Древесина
- Рыболовство
- Туризм
- Арбузы

## Климат
| Показатель                    | Янв.  | Фев.  | Март  | Апр.  | Май   | Июнь | Июль | Авг. | Сен. | Окт. | Нояб. | Дек.  | Год    |
| ----------------------------- | ----- | ----- | ----- | ----- | ----- | ---- | ---- | ---- | ---- | ---- | ----- | ----- | ------ |
| Средний суточный максимум, °C | 32,3  | 31,6  | 30,8  | 29,0  | 27,1  | 25,2 | 24,9 | 26,1 | 28,4 | 30,5 | 31,8  | 32,5  | 29,2   |
| Средний суточный минимум, °C  | 22,9  | 23,2  | 22,2  | 20,2  | 17,8  | 14,7 | 13,6 | 14,3 | 16,0 | 18,4 | 20,7  | 22,0  | 18,8   |
| Норма осадков, мм             | 388,6 | 477,6 | 355,9 | 201,2 | 112,5 | 45,8 | 34,8 | 38,8 | 38,8 | 47,8 | 118,4 | 195,8 | 2056,0 |
| Источник:                     |       |       |       |       |       |      |      |      |      |      |       |       |        |

## Австралийский Итальянский Фестиваль
Австралийский Итальянский Фестиваль проводится ежегодно в мае в Ингем. Это — одно из самых популярных событий, проводимых не только в городе, но и почти во всем северном Квинсленде. Фестиваль отмечает традиции местного населения, которое происходит, в большинстве, от итальянских поселенцев. Первые итальянские иммигранты прибыли в Ингем в 1890-е и на сегодняшний день, более половины населения города имеет итальянское корни.
Во время проведения фестиваля проходит выставка на открытом воздухе (экспозиция предметов быта, украшений, посуды и т. п., которые использовались в годы первых поселений на этой территории).
Во время Второй мировой войны, все итальянцы, жившие в Ингем, были схвачены и задержаны в специальных центрах до самого окончания войны. В честь освобождения итальянцев из-под стражи в рамках фестиваля проводится парад по улицам города.

## Известные «дети» города
В Ингем родились такие известные фигуры в жизни Австралии, как: Трейси Карро (журналист), Грег Доулинг (спортсмен), Сэм Бако (спортсмен), Лори Спина (спортсмен), Ник Евклид (спортсмен), а также Артур Фадден (тринадцатый премьер-министр Австралии).